# Tahal
Tahal es una localidad y municipio español situado en la parte nororiental de la comarca de Los Filabres-Tabernas, en la provincia de Almería, comunidad autónoma de Andalucía. Limita con los municipios de Alcudia de Monteagud, Benizalón, Uleila del Campo, Lucainena de las Torres, Tabernas, Senés, Laroya, Macael y Chercos. Cuenta con una población de 375 habitantes (INE 2024). Por su término discurre el río Chercos.
El municipio tahalego comprende los núcleos de población de Tahal —capital municipal—, Benitorafe, Los Arroyos, Rambla del Marqués y Cocón del Peral.

## Toponimia
Al nombre de Tahal se le supone una procedencia bereber, con un significado de barranco húmedo.

## Geografía física

### Ubicación
| Noroeste: Senés y Laroya | Norte: Macael | Nordeste: Alcudia de Monteagud y Chercos |
| Oeste: Senés             |               | Este: Uleila del Campo y Benizalón       |
| Suroeste: Senés          | Sur: Tabernas | Sureste: Lucainena de las Torres         |

### Clima
Posee un clima Mediterráneo continentalizado, Bsk/Cs según la Clasificación climática de Köppen. La precipitación media es de 338,4 mm.

### Riesgos naturales
El municipio de Tahal todavía no cuenta con un PTEL que cumpla con la Ley 5/2010 sobre autonomía local.

## Naturaleza
El paisaje de pinares y encinares contrasta con el cercano Desierto de Tabernas, al que se le une los olivares y los almendros. Cuenta con nacimientos naturales de agua, lo que permite un desarrollo de la huerta local. Se encuentra en la cara norte de la sierra de los Filabres. Se puede realizar la ruta de senderismo GR-244 circular de Uleila del Campo y la ruta de cicloturismo de montaña BTT TransAlmería.

## Historia
El poblamiento de la zona queda atestiguado por el yacimiento arqueológico de la fortaleza del cerro del Mojón, que data de la Edad del Cobre.
En época nazarí la zona del sur de la sierra de los Filabres estaba muy poblada, destacando las poblaciones de Tahal, Alcudia de Monteagud, Benitaglia y Benizalón. En 1489, durante la guerra de Granada, se firmaron las capitulaciones de Purchena y las poblaciones del valle del Almanzora y sierra de los Filabres. Tras la guerra de Granada los Reyes Católicos otorgaron mercedes en pago de los servicios prestados, de tal manera que Tahal quedó integrada en el señorío del Estado de Tahal de Enrique Enríquez de Quiñones. El castillo de Tahal data del siglo XVI con guarnición militar para vigilancia Valle del Almanzora y Tabernas. Tras la expulsión de los moriscos se produjo la despoblación de la zona.
En 1936, durante la guerra civil, se produjeron los asesinatos del pozo de Cantavieja. Entre las víctimas del Frente Popular encontraban religiosos y civiles. Entre ellos se encontraba el Deán de la catedral de Almería e historiador José Álvarez Benavides de la Torre, de setenta y dos años, así como otros religiosos asesinados en odio a la fe, beatificados posteriormente. Señalar además a dos hermanos de las Escuelas Cristianas del colegio La Salle de Almería, beatificados en 1993 y conocidos como Hermanos Mártires de Almería.

## Geografía humana

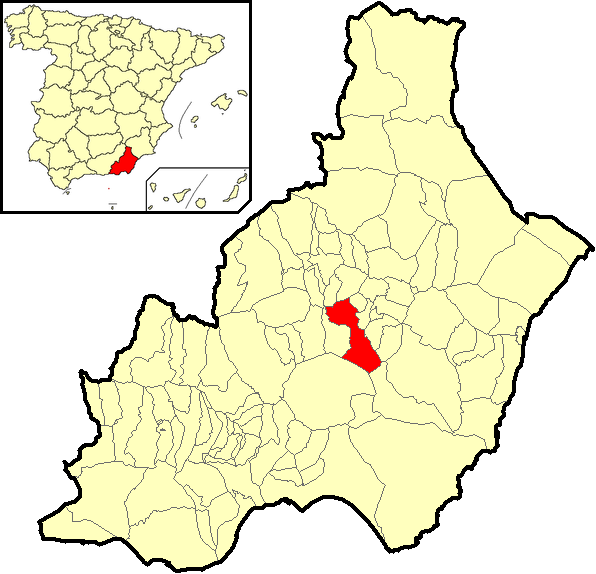
Extensión del municipio en la provincia de Almería

### Organización territorial
Además de la cabecera municipal, Tahal cuenta también con varias entidades de población según el nomenclátor publicado por el Instituto Nacional de Estadística: Los Arroyos, Benitorafe, Cocón del Peral y Rambla del Marqués.

### Demografía

#### Población ytasa de crecimiento demográfico
Cuenta con una población de 375 habitantes (INE 2024).
El municipio tiene una superficie de 94.60 km2 y en 2022 tenía una densidad de 3.65 hab/km2.
Los datos de la pirámide de población de 2022 se pueden resumir así:
- La población menor de 20 años es el 8,67 % del total.
- La comprendida entre 20-40 años es el 16,47 %.
- La comprendida entre 40-60 años es el 33,53 %.
- La mayor de 60 años es el 41,33 %.

| Gráfica de evolución demográfica de Tahal entre 1842 y 2021 |
| |
| Entre el censo de 1857 y el anterior, disminuye el término del municipio porque independiza a 04501 (Benitorafe) Entre el censo de 1877 y el anterior, crece el término del municipio porque incorpora a 04501 (Benitorafe) Población de derecho según los censos de población del INE. Población de hecho según los censos de población del INE. |

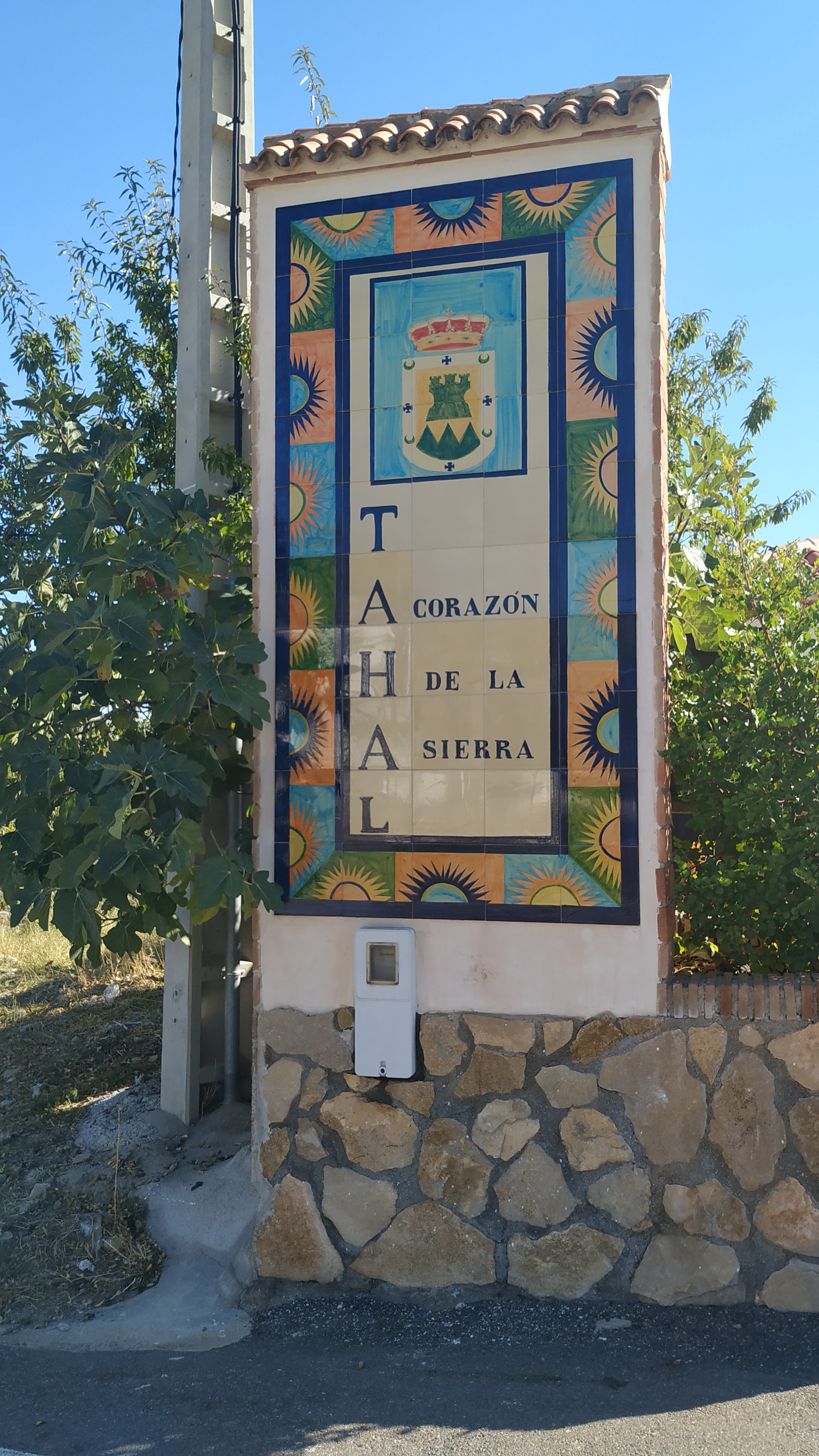

#### Evolución
| 415                       | 368 | 392 | 407 | 395 | 378 | 373 | 385 | 383 |
| (Fuente: INE [Consultar]) |     |     |     |     |     |     |     |     |

### Economía

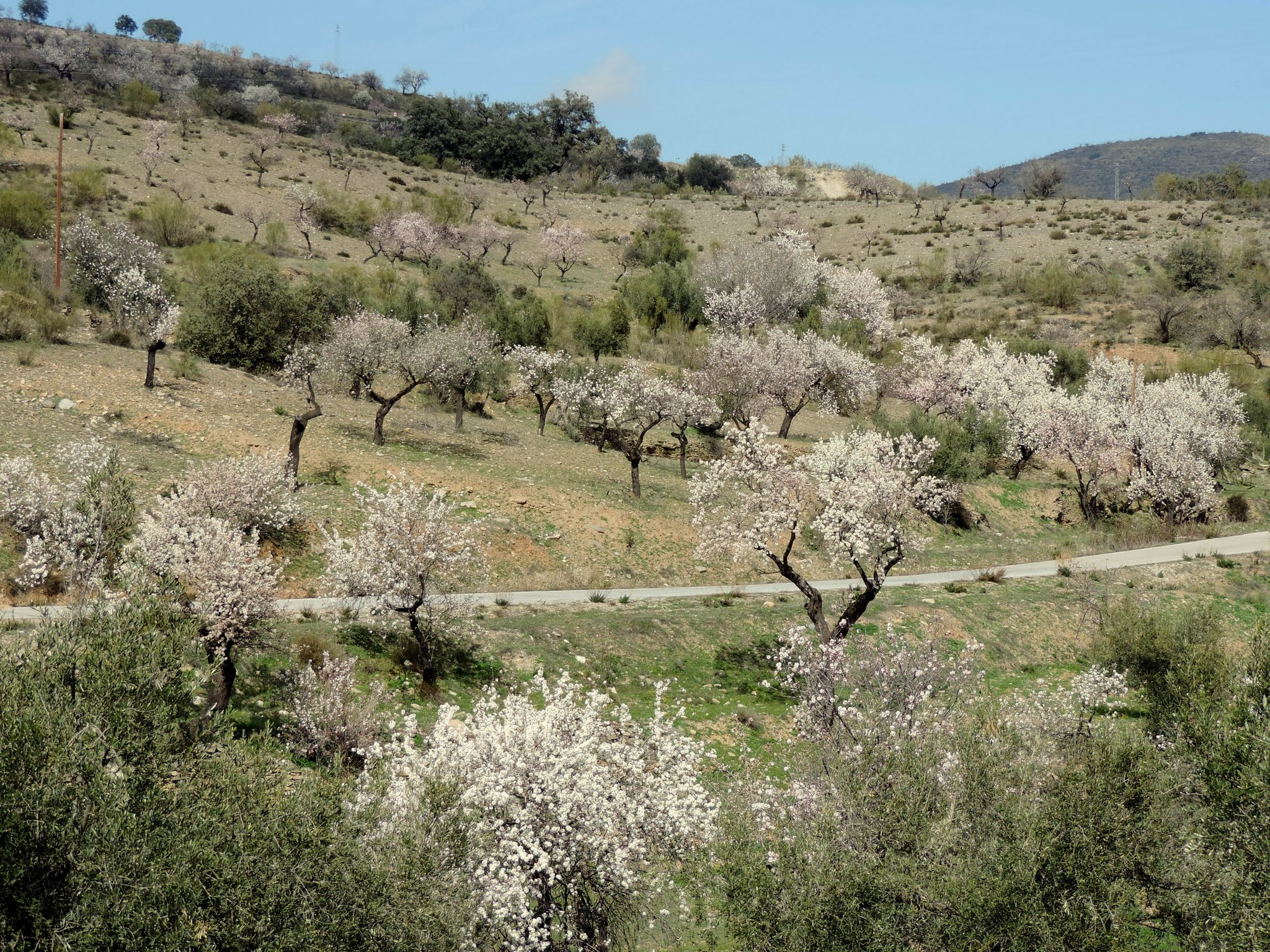
Cultivo de almendros

#### Evolución de la deuda viva municipal
| Gráfica de evolución de Deuda viva del Ayuntamiento de Tahal entre 2008 y 2019                                |
| |
| Deuda viva del Ayuntamiento de Tahal en miles de Euros según datos del Ministerio de Hacienda y Ad. Públicas. |

## Política

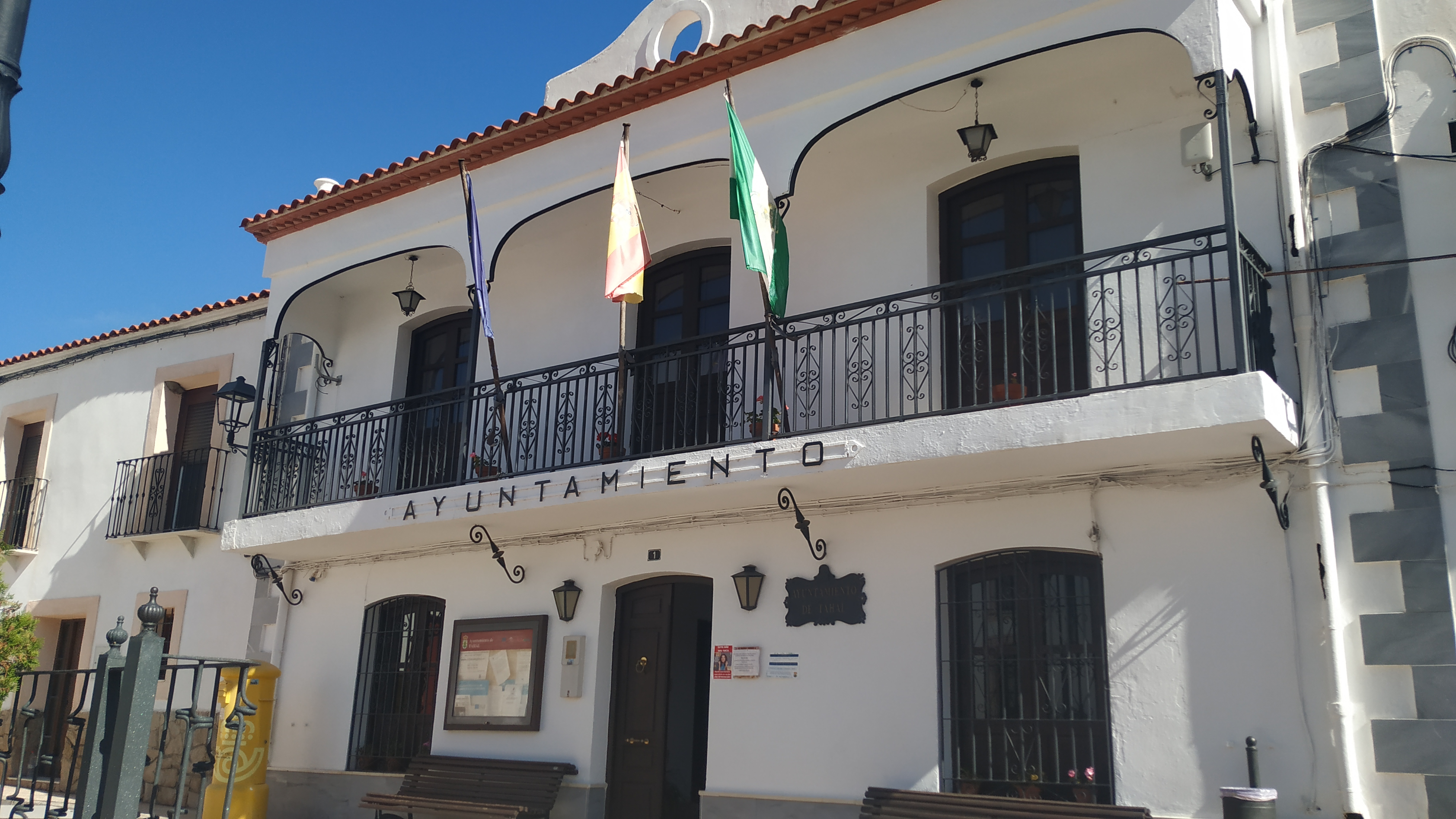
Casa consistorial de Tahal

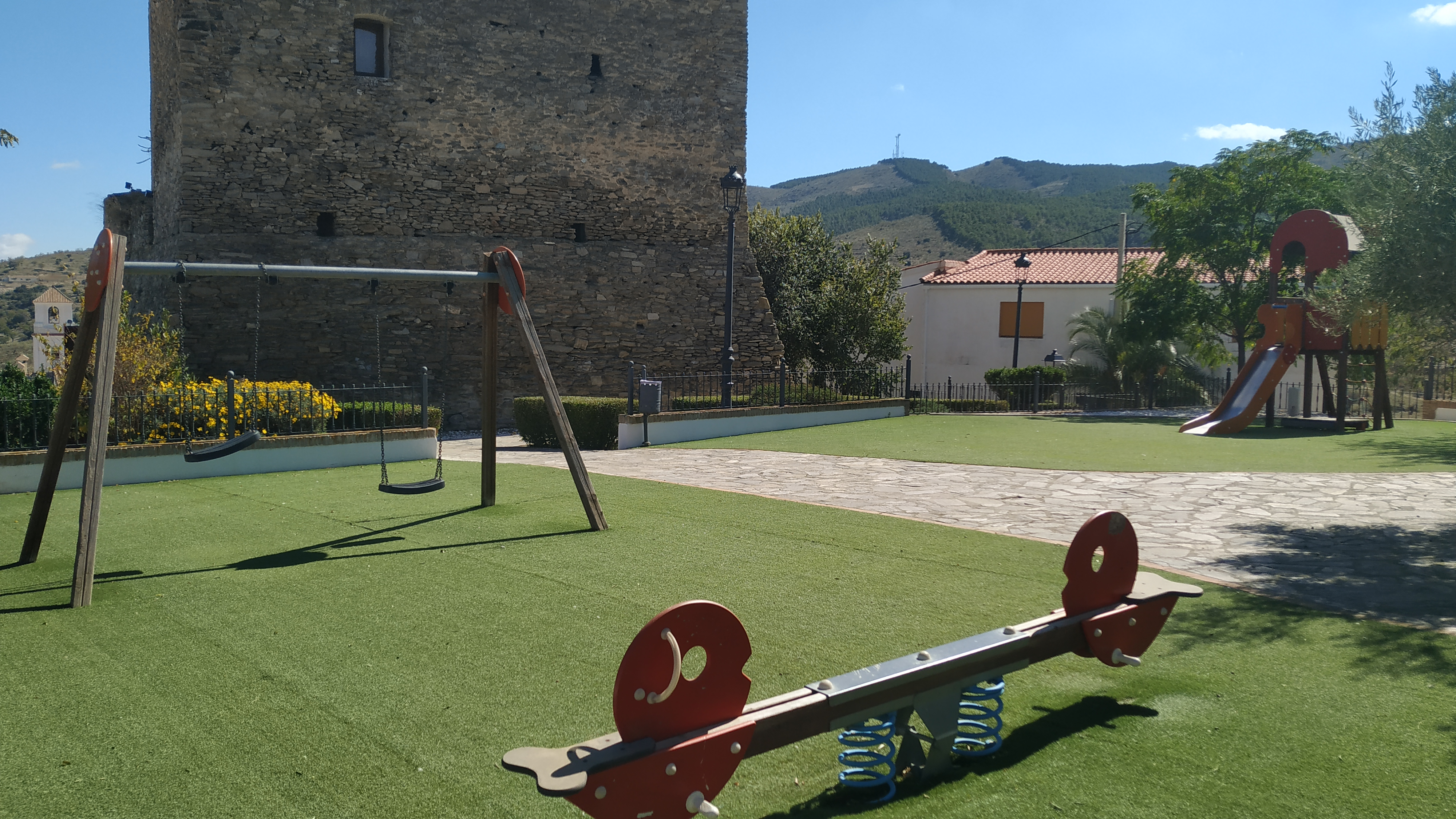
Instalaciones de ocio junto al castillo

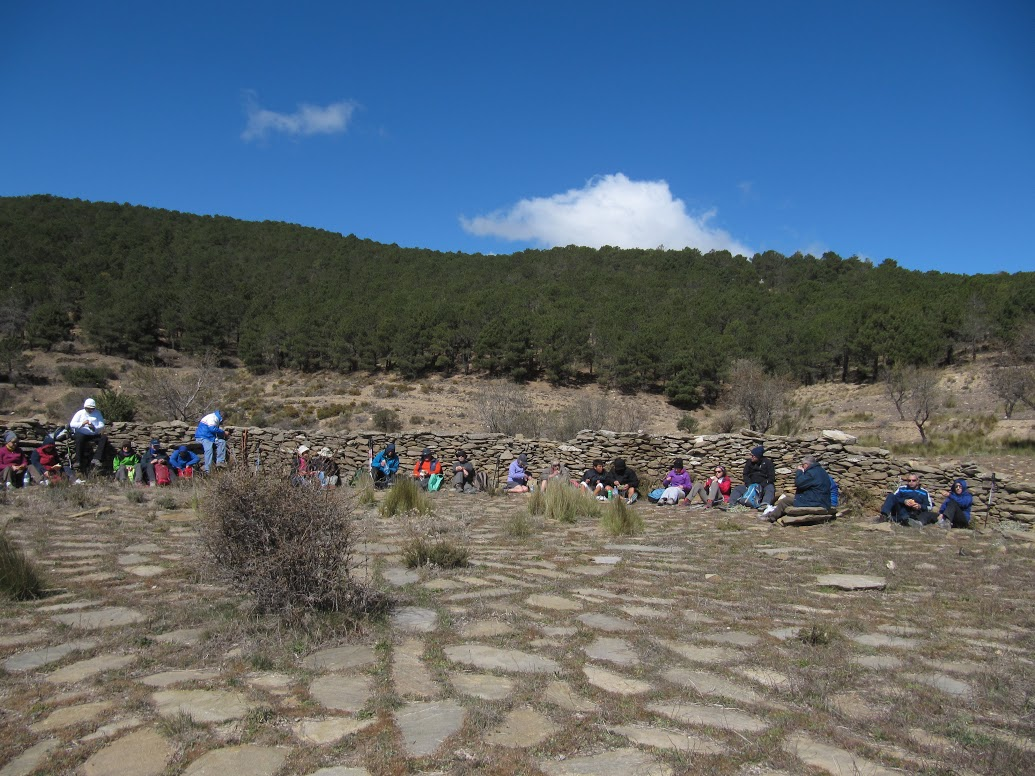
Senderismo en la sierra de Filabres

### Gobierno municipal

#### Alcaldía
| Partido político                         | 2019    | 2019       | 2015    | 2015       |
| Partido político                         | Votos % | Concejales | Votos % | Concejales |
| Partido Socialista Obrero Español (PSOE) | 65,83   | 5          | 61,84   | 4          |
| Partido Popular (PP)                     | 33,45   | 2          | 37,81   | 3          |

| Legislatura | Nombre                   | Partido Político |
| ----------- | ------------------------ | ---------------- |
| 1979-1983   | Rafael Sánchez Sánchez   | UCD              |
| 1983-1987   | Guillermo Sánchez Aliaga | Independiente    |
| 1987-1991   | Juan Antonio Cid Rosa    | PSOE             |
| 1991-1995   | Juan Antonio Cid Rosa    | PSOE             |
| 1995-1999   | Juan Antonio Cid Rosa    | PSOE             |
| 1999-2003   | Juan Antonio Cid Rosa    | PSOE             |
| 2003-2007   | Juan Antonio Cid Rosa    | PSOE             |
| 2007-2011   | Ramón Romero             | PSOE             |
| 2011-2015   | Ramón Romero             | PSOE             |
| 2015-2019   | Trinidad Jiménez Morales | PSOE             |
| 2019-2023   | Trinidad Jiménez Morales | PSOE             |
| 2023-act.   | Trinidad Jiménez Morales | PSOE             |

## Servicios públicos

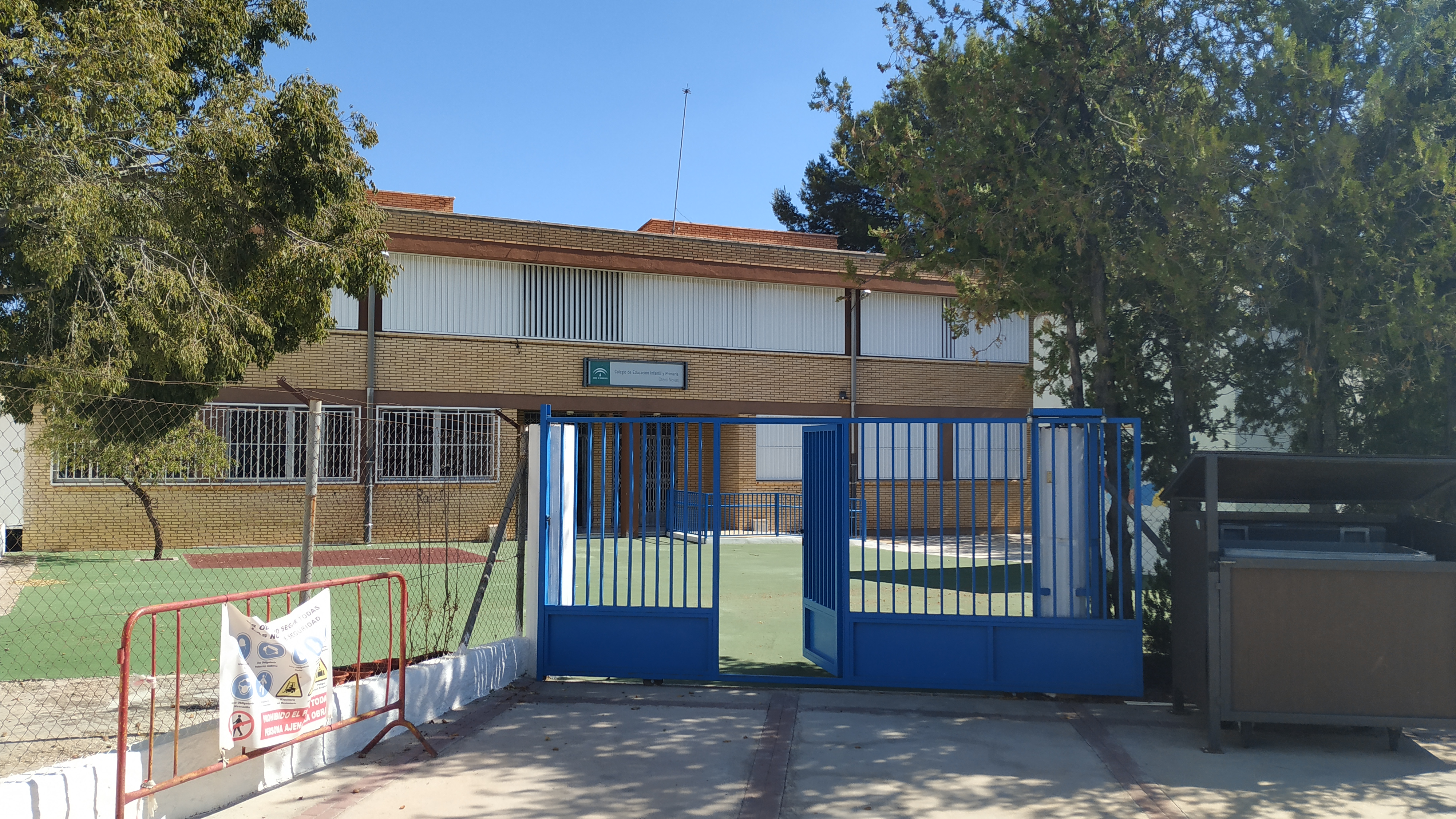
CEIP Otero Novas

### Educación
Los alumnos acuden al CPR Filabres en Albanchez y al IES Juan Rubio Ortiz de Macael.

### Sanidad
Existe un consultorio médico y un consultorio auxiliar en Benitorafe. Tiene como referente el Hospital Universitario de Torrecárdenas.

## Cultura

### Patrimonio

#### Civil

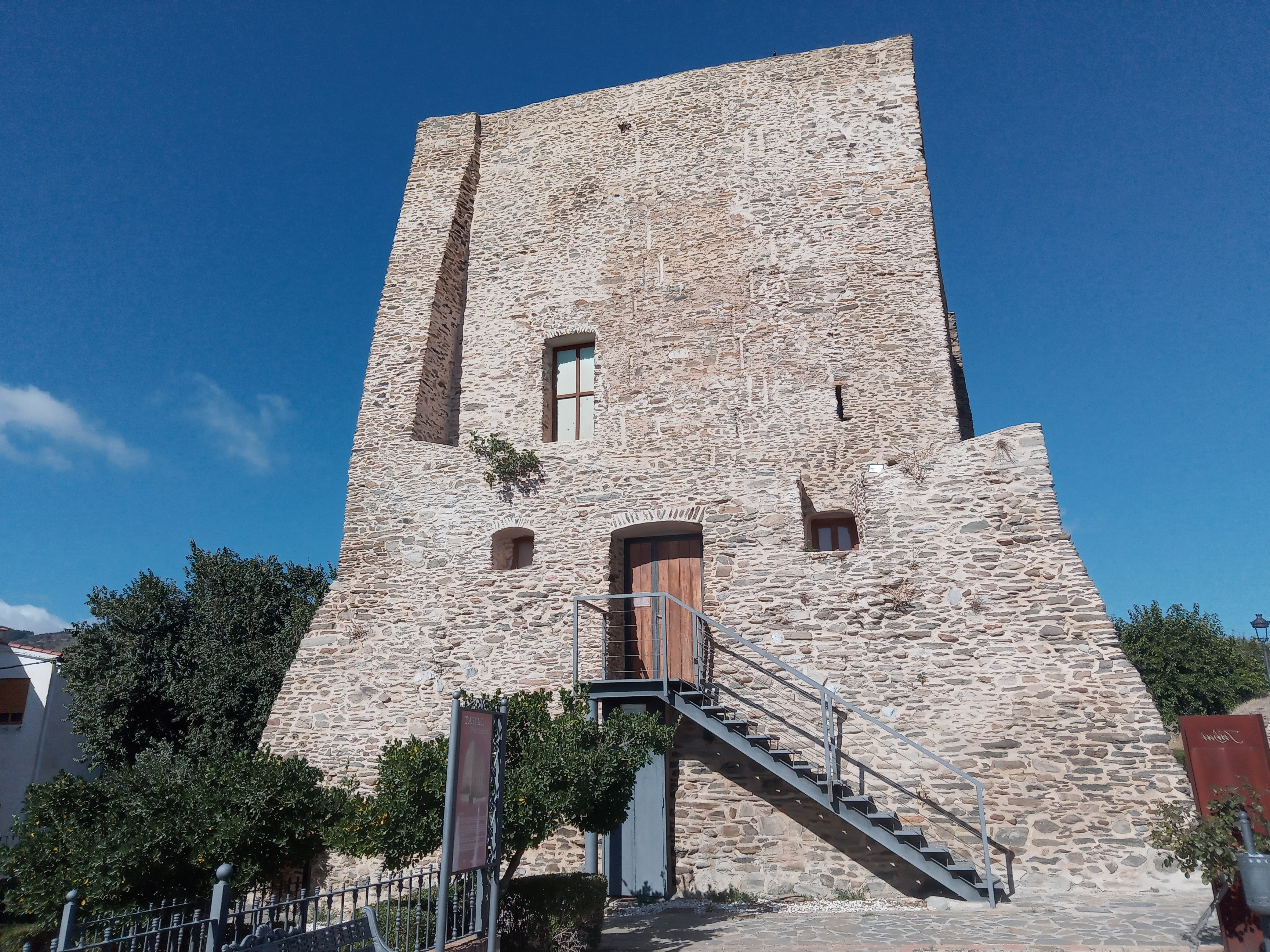
Castillo de Tahal

- Yacimiento arqueológico del Cerro del Mojón, fortaleza de la Edad del Cobre en el norte del término municipal.
- El caño fuente de Tahal: Es una fuente del siglo XVIII, decorada con mármol y metal y dos lápidas. Fue rehabilitada en el 2011.[23]

#### Militar
- Castillo de Tahal: fue construido en el Siglo XVI, en el solar donde estaba ubicada una antigua fortaleza árabe. Es de planta cuadrada, y estuvo rodeado por una muralla y cuatro torreones. La torre dispone de tres planas y se accede a través de su cara este. Fue rehabilitado en el año 2006 y alberga el centro de interpretación de la comarca.[23]
- Torreón Benitorafe.[7]
- Cerro del Mortero: de época medieval.[24]
- Torre de Medala.[25]
- Torre de Benitorafe. Es un torreón de 4x5 metros realizado en mampostería y mortero. Su estado actual de conservación es malo, ya que se conservan únicamente tres de sus lados y tiene adosada una vivienda.[7]

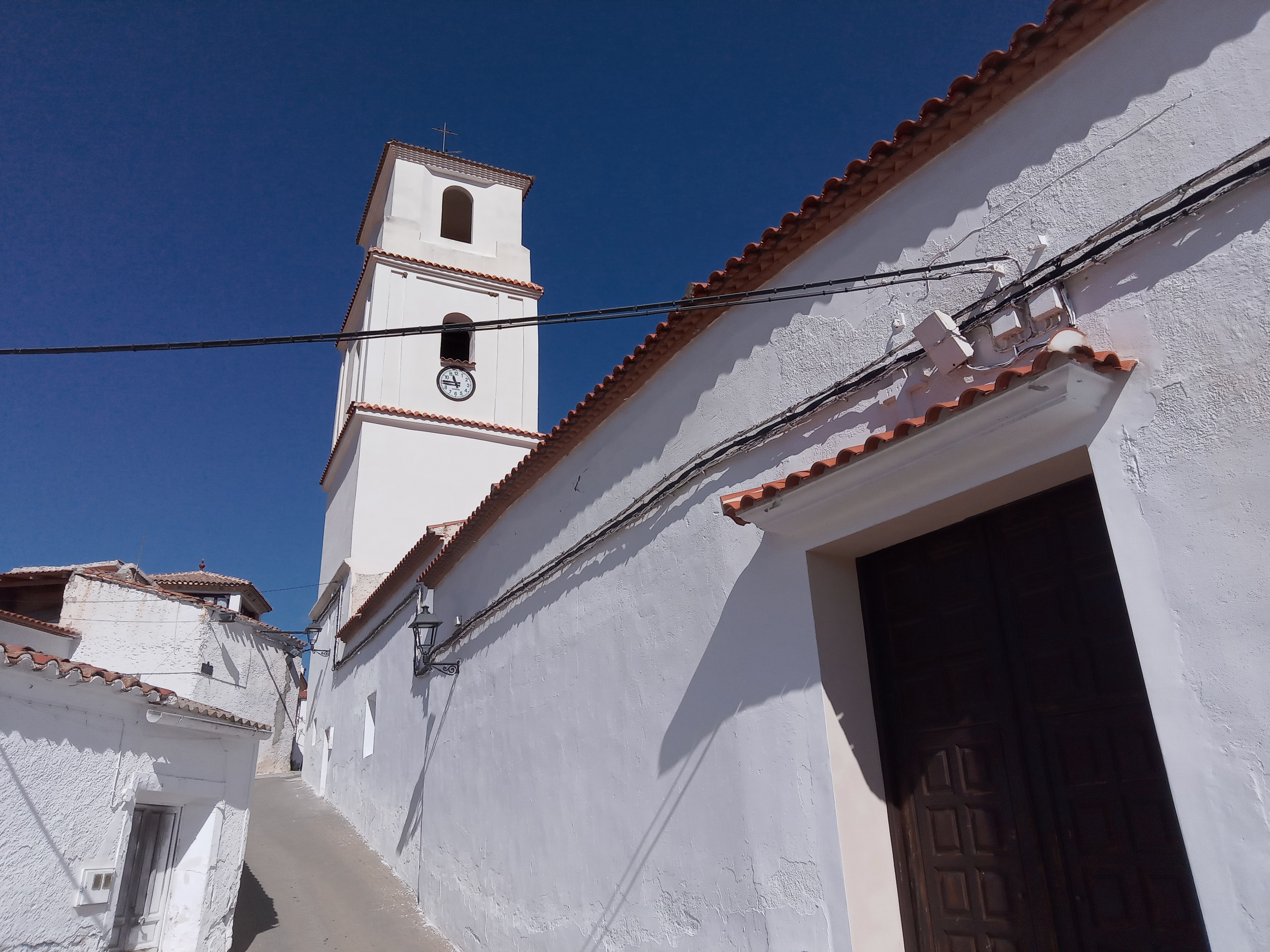
Iglesia de Nuestra Señora de la Encarnación

#### Religioso
- Iglesia parroquial de Nuestra Señora de la Encarnación.
- Ermita del Santo Cristo del Consuelo.

### Entidades culturales

#### Museos
- Centro de interpretación de la Comarca, centrado fundamentalmente en las fortificaciones que existieron. Está ubicado en el Castillo.[26]

### Eventos culturales

#### Encuentros étnico-culturales

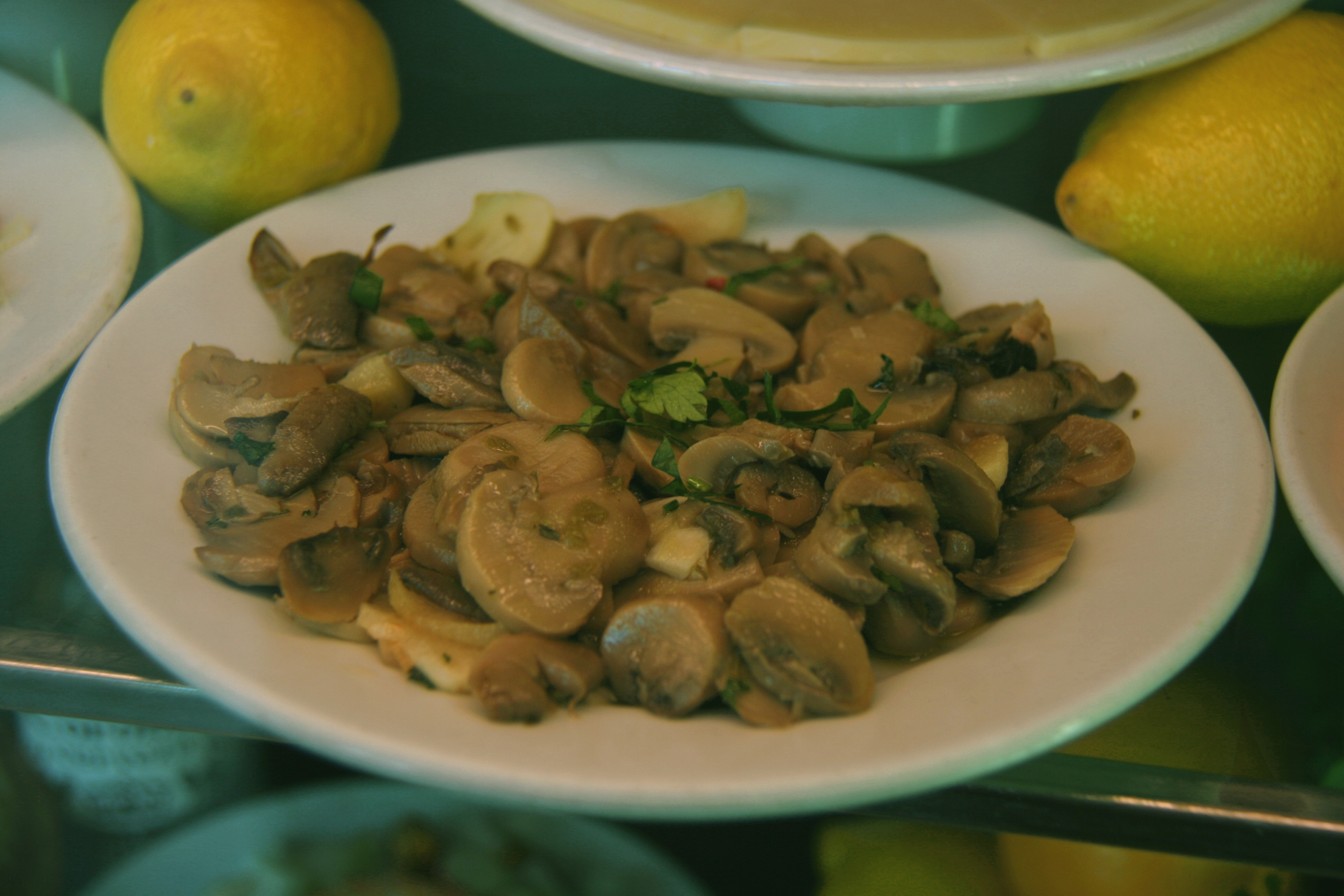
Champiñones al ajillo

Jornadas micológicas: Se celebran desde el año 2010, donde los vecinos realizan visitas por el campo enseñando a los visitantes y ayudando en la recolección de setas. Esta actividad se desarrolla de forma muy sostenible para evitar causar daños en la naturaleza[cita requerida]. En ocasiones se ha realizado después una paella popular y visitas teatralizadas.

### Patrimonio cultural inmaterial

#### Festividades
- El último domingo de mayo se celebra la romería del Santo Cristo.
- Entre el 14 y 17 de agosto San Roque. El primer fin de semana de agosto las fiestas del verano, con numerosos actos lúdicos a lo largo de tres días.[31][32]
- Los días 14 y 15 de septiembre se realizan las fiestas del Santo Cristo del Consuelo, patrón de Tahal, del que cuenta la tradición, llegó a la población por la estampida de la mula que lo trasladaba. Se celebran conciertos, recitales de música, y otras actividades lúdicas el primer día, mientras el segundo se procesiona la imagen tras darse una misa, y tiene lugar la Comida de Mayordomos. La romería se realiza el último sábado de mayo. El patronazgo del santo data del siglo XIX, y su hermandad fue fundada en 1870.[33][34][35]

### Gastronomía

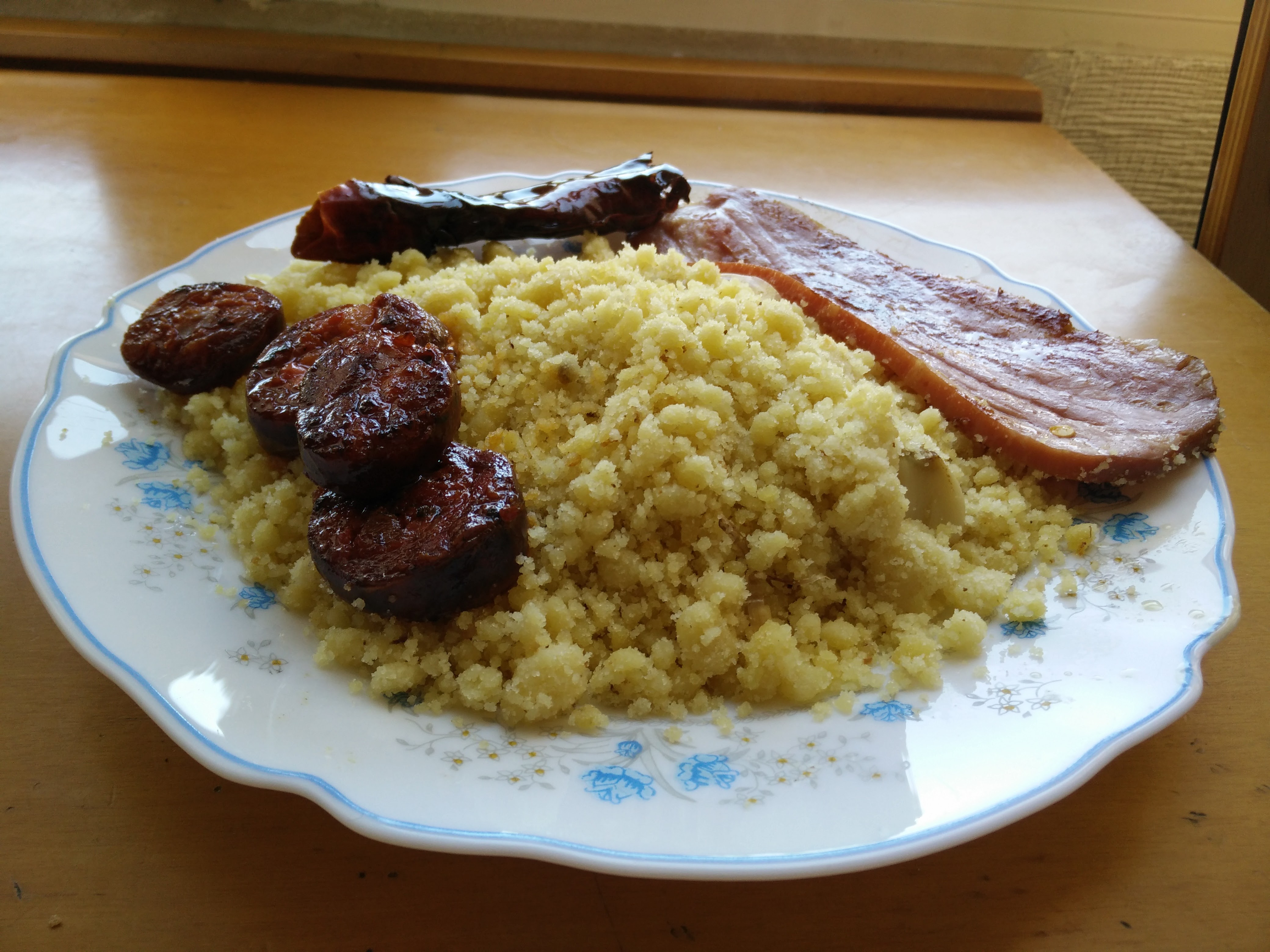
Migas de sémola

Entre los platos más tradicionales están las migas, la sopa de ajo almeriense, el caldo colorao, la olla de trigo, el cocido con morcilla, los gurullos o el gurugaldo (nombre local para el pan). La repostería está formada por bollos de nata, hojaldres, tostones, carne de membrillo, leche frita, arroz con leche y roscos de minuto.
Tahal se encuentra en la comarca gastronómica de la sierras de Filabres y Alhamilla, zona árida conocida por sus olivos, almendros y platos a base de harinas, con recetas como la zaramandoña –una ensalada que los vecinos ofrecen el día del patrón–, la tortilla de ajetes y bacalao, los caracoles en salsa, las gachas, las migas en torta, las migas con chorizo, los gurullos con caza, la torta de chicharrones o el pan de higo. Como plato representativo de Tahal, el crítico gastronómico Antonio Zapata cita el arroz de matanza, un arroz serrano caldoso preparado en el mismo día de la matanza, con la magra del cerdo. También recordar las mencionadas jornadas micológicas que suelen celebrarse anualmente en noviembre.

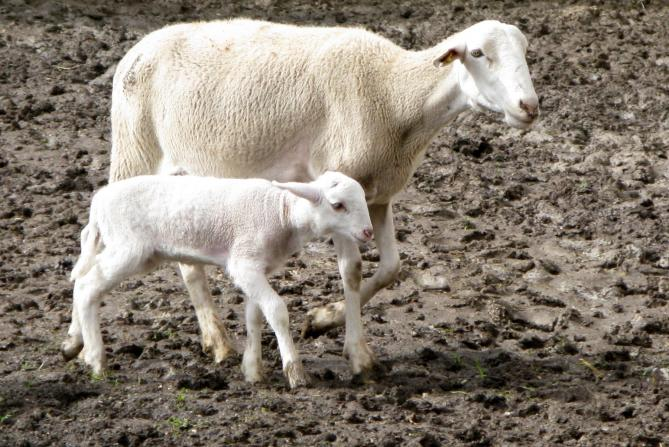
Oveja y cordero de la raza segureña

Forma parte de los 144 que constituyen la Indicación Geográfica Protegida del 'Cordero de las Sierras de Segura y la Sagra', por su producción del cordero segureño, raza conocida por su carne de color rosáceo con un excelente nivel de engrasamiento y textura tierna y jugosa. Sus propiedades, provenientes de un animal adaptado a la vegetación intermitente de la zona, rica en hierbas aromáticas, la hace apta para su preparado al horno, en salsa o a la brasa.

La producción vinícola se beneficia de la amplitud térmica de la zona y pertenece a la Indicación Geográfica Protegida del ‘Desierto de Almería’. Este vino es elaborado con las variedades de uva garnacha tinta, monastrell, syrah, cabernet Sauvignon, merlot, chardonnay, moscatel, macabeo y sauvignon blanc. Sus vinos tintos se caracterizan por una gran potencia aromática, frutos negros maduros, pasas, toques balsámicos, confituras y notas lácticas y florales.